# Държавно устройство на Узбекистан
Узбекистан е президентска република, в която президентът е държавен глава и стои начело на правителството. Изпълнителната власт се упражнява от правителството (на узбекски:Oliy Majlis), докато законодателната власт се разпределя между правителството и двете камари на парламента.
Държавата съществува от 27 октомври 1924 г. след образуването на Узбекска съветска социалистическа република, обединяваща различни територии от Централна Азия като Туркестанската АССР, Бухарската народна република и на Хорземската народна република.
На 13 май 1925 г. Узбекистан става част от СССР. Обявява независимостта си на 30 август 1991 г. (чествана на 1 септември). Конституцията на независим Узбекистан е приета на 8 декември 1992 г.
От 1990 г. страната е управлявана от авторитарния президент Ислам Каримов, бивш ръководител на Републиканската комунистическа партия, както и основател на Узбекистанската народна демократическа партия (PLDO)
Териториалните общности в станата разполагат със свои представителни органи (губернатори и териториални събрания). Пример за това е автономната република Каракалпакистан, намираща се в рамките на узбекската държава.
165 страни признават държавата Узбекистан, от които 103 установяват дипломатически отношения с нея, чиито функции довеждат до повече от 40 дипломатически мисии в узбекската столица Ташкент. Държавата разполага с посолства в 25 държави.

## Изпълнителна власт
| Длъжност             | Представител       | Политическа партия                          | Начало на мандат |
| -------------------- | ------------------ | ------------------------------------------- | ---------------- |
| Президент            | Ислам Каримов      | Узбекистанска народна демократическа партия | 14 март 1990     |
| Министър-председател | Шавкат Мираманович | Националнаа демократическа партия Фидоколар | 12 декември 2003 |

Президентът се избира пряко от народа за срок от 7 години. Назначава правителството, което от своя страна трябва да бъде овластено от Парламента.
Ислам Каримов удължава своя мандат два пъти чрез референдум: през декември 1995 г. (до 2000 г.) и през януари 2002 г. (до 2007 г.) с цел да заобиколи конституционните ограничения за два последователни мандата. По-голямата част от международните наблюдатели отказват да вземат участие в този процес – считан за несъобразен с основните демократични норми

## Законодателна власт
Законодателният орган в Узбекистан е двукамарен парламент, състоящ се от:
- горна камара, или Сенат – съставен от 100 сенатори, от които 84 са избрани от регионалните съвети, а 16 са назначени от Президента;
- долна камара – включваща 120 депутати, избирани пряко от народа.

Продължителността на мандата на народните представители в Парламента е 5 години.

## Политически партии и избори
- Народна демократическа партия (CDP)
- Национална демократическа партия Фидокорлар (PNDF)
- Справедливост (на узбекски:Adolat)(A)
- Партия за прогрес на нацията (VT)
- Партия за национал-демократическо възраждане (MTP)
- Социалдемократическа партия

Всички партии подкрепят политиката на президента Каримов, въпреки че политическите им програми малко се различават от линията на водената официална политика в страната. Опозиционните партии Ерк (на узбекски:Erk) и Бирлик (на узбекски:Birlik) са забранени тъй като са обвинени в поддържане на терористични движения.

### Парламентарни избори от 26 декември 2004 г.
500 кандидати участват на парламентарните избори през 2004 г. за обновяване на 120-те места на долната камара на парламента. На париите Ерк и Бирлик не им е позволено да фигурират в избирателните бюлетини, а техните лидери (по-голямата част от които са заточени) призоваха за бойкот на изборите.
Изборите бяха критикувани от членовете на Организацията за сигурност и сътрудничество в Европа (ОССЕ), обвинявайки ги че тези избори са „далеч от нормите на ОССЕ и други международни организации за провеждане на демократични избори“. Членовете на Общността на независимите държави (ОНД), от своя страна отправиха критиките си към своите колеги, подчертавайки че изборите са протекли добре и няколкото нередности отчетени в изборния ден не успяха да провалят крайния резултат. Различното мнение на двете организации може да бъде обяснено в различното им схващане относно механизмите на политическото функциониране на узбекското общество, което все още не е усвоило западната демокрация. Структурата на властта се основава по-скоро на бившите управляващи, от колкото на новоизбраните.
От своя страна президентът Каримов заяви: „заключенията на ОССЕ не са толкова важни за нас и тя не е единствената организация“. Той посочи и последиците от намесата на западноевропейците в някои от актуалните революции, засегнали много от бившите съветски републики, позовавайки се на примерите с Грузия и Украйна.
Резултатите на изборите са обявени от правителството през януари 2005 г.

## Съдебна власт
Върховният съд е най-висшата съдебна инстанция в страната.
Конституционният съд следи за съобразяването на законите спрямо Конституцията, докато Висшият икономически съд определя съдебните оспорвания от икономическо и търговско естество.

## Права на човека
Не-правителствените организации в Централна Азия, както и ООН разкриват множество мъчения и изтезания над узбекското общество, репресия срещу политическа и религиозна опозиция, липса на демокрация и свобода на печата. Лидерът на политическа партия Ерк, Мохамед Солих е бил в заточение, докато неговият колега Атаназар Орипов е бил просто задържан от властите.
На 13 май 2005 г. управлението на Узбекистан се опитва да потуши бунтът на въстаналия въоръжен народ във Ферганската долина, стреляйки по бунтовниците с тежки картечници, което довежда до 169 жертви според официални узбекски източници, 769 са убитите според опозицията и повече от 1000 по данни на не-правителствени органицазии.
През октомври 2004 г. посланикът на Великобритания в Узбекистан, Крейг Мъри, е официално отстранен от своите длъжности „поради оперативни причини“. Според дипломата, в действителност, прибягването до тази мярка е следствие от изтичането на информация, написана на бележка от самия него, в която отправя критиките си към политиката на ЦРУ и британските тайни служби, която позволява изтезанието на узбекски доброволци в службите за сигурност, с цел получаване на информация.

## Международни отношения

### Отношения със САЩ
Малко след терористичните атентати от 11 септември 2001 в САЩ, Ислам Каримов се съгласява да подкрепи САЩ в тяхната война срещу тероризма, както и страната му да служи за база на военните операции в Афганистан. Военни съоръжения в Ханабад, включително въздушната база К2 са използвани от коалицията. Узбекските власти, от своя стана, разчитат на икономическо и военно-стратегическо сътрудничество със САЩ, с което да помогнат на Ташкент да се справи с икономическите и политическите си проблеми.
В края на 2002 г. Ташкент започва трудно да понася крайната си зависимост, произлизаща от разположените американски военни бази на узбекска земя. На 30 юли 2005 г. вследствие разпадането на отношенията между двете страни, както и репатрирането на повече от 450 узбекски бежанци от американски бази, извършено с подкрепата на ООН, узбекското правителство решава да прекрати досегашното споразумение за използване на въздушните бази от САЩ.
На следващия ден, след поражението на избухналия бунт в Андижан, западните държави и техните организации, защитаващи правата на човека, задействат медийна война срещу Узбекистан, изисквайки усилването на политически и икономически натиск върху режима в страната. В отговор, Ташкент затваря американската военна база, разположена на негова територия. Присъединявайки се към Евразийска икономическа общност през 2006, Узбекистан пренасочва външната си политика към Русия. Но на 13 ноември 2008 г. страната решава да прекрати членството си в организацията – знак за обратен завой спрямо отношенията си с Русия.

### Отношения с Русия
През октомври 2005 г., узбекският президент подписва съюз с Русия, уповаващ се на създаването на междудържавни сили за бърза намеса в случай на вътрешни конфликти – допълнителен залог за укрепването на установения режим в страната. Едно ново споразумение между Русия и Узбекистан, подписано на 14 ноември 2005 г., предвижда и възможността за военна намеса в случай на агресия от трета страна. През август 2006 г. Узбекистан се присъединява към Организацията към Договора за съвместна сигурност, обединяваща шест бивши съветски републики под егидата на Москва. Страната предложи в нея да се включат структури като общ шпионаж и контрашпионаж, както и механизми гарантиращи запазването на досегашните режими.
Топлите политически отношения с Русия носят огромни руски инвестиции на узбекската държава (в сферата на енергетиката, телекомуникациите и авиацията). От друга страна се наблюдава и съществено повишаване на двустранните търговски обмени (3 млрд. долара през 2006 г., което е +42% в сравнение с 2005 г.).
На официална визита в Ташкент през 2009 г., руският президент Дмитрий Медведев акцентира върху доставките на узбекски газ на търговски цени, както и финансирането на нови газопроводи. Руският гигант Газпром вече ще купува узбекски газ на цени от 340 долара за хиляда кубически метра от първи септември 2009 г. (срещу 140 долара през 2008 г.)
През януари 2011 г., Юри Корепанов, 60-годишен руски полковник, е задържан на узбекската граница и е осъден, при затворени врати, на 16 г. затвор, заради „държавна измяна“ спрямо Узбекистан, тъй като не е попълнил правилно всички документи, с които се отказва от узбекското си гражданство. В началото на юли 2011 г., след като получава сърдечна криза и под натиска на руските власти, полковникът е освободен.

### Отношения със съседни държави
Исторически, икономически и политически спорове до голяма степен определят взаимоотношенията на Узбекистан със съседните му държави. Срещата през ноември 2004 г. между президента Каримов и неговият туркменски колега довежда до възобновяване на диалога между двете държави. От друга страна, Ташкент (по пример на казахстанската столица) се стреми към регионално лидерство, което довежда до обтегнатите отношения на Узбекистан с Киргистан и Таджикистан.
Ташкент участва в Шанхайска организация за сътрудичество, организация включваща страните от Централна Азия (с изключение на Турмекистан), Русия и Китай. Регионалният център за борба с тероризма е открит в Ташкент през януари 2004 г.

### Отношения с Франция
Що се отнася до френско-узбекските икономически отношения, между 2006 г. и 2007 г. френският износ достига 51,7 млн. евро, а узбекскиият – 157,4 млн. евро. Основната част от узбекския износ са енергийните продукти, докато френският износ е по-разнообразен – електронни елементи, химични продукти и др. 35 френски предприятия, но чиито инвестиции са със символичен характер, се включват в узбекската икономическа сцена.
В културен аспект, Франция разполага с Френски културен център в Ташкент и Самаркана, както и Френски институт за централно-азиатски изследвания, който през 2001 г. признава френското училище в узбекската столица.
На 19 май 2011 г., най-малката дъщеря на узбекския президент, Лола Каримова съди френският вестник Rue89, за клевета, наричайки баща ѝ „диктатор“. През юни 2011 г., съдът в Париж излиза с решение в полза на печатното издание.

### Международно участие
Узбекистанската република е член на ООН, ЮНЕСКО, ОССЕ, Световната туристическа екранизация и др. На 21 декември 1991 г., Узбекистан става член на ОНД – организация обединяваща 12 от 15те бивши съветски републики. На 27 януари 2006 г. страната се присъединява към Евразийска икономическа общност, както и към Организацията към Договора за съвместна сигурност.